# John Hassall
John Hassall (Walmer, 21 de mayo de 1868 - Londres, 8 de marzo de 1948) fue un pintor, ilustrador, xilógrafo y cartelista inglés.

## Biografía
Se educó en Worthing, en el Newton Abbot College y en la Neuenheim College de Heidelberg. Tras dos intentos fallidos para entrar en la Real Academia de Sandhurst, emigró a Manitoba, en Canadá en 1888.
Regresó a Londres dos años más tarde. A sugerencia de un amigo, estudió arte en la Academia de Bellas Artes de Amberes y la Académie Julien de París. Durante este tiempo estuvo influenciado por el famoso cartelista Alphonse Mucha. Sus primeros dibujos aparecieron en 1890 en el The Daily Telegraph.
En 1895 comenzó a trabajar como artista de publicidad de David Allen & Sons, un trabajo en el que estuvo cincuenta años e incluyó proyectos tan conocidos como el cartel Skegness Is Done (1908). Hizo uso de colores planos delimitados por líneas gruesas en negro, su estilo de cartel fue muy adecuado para libros de niños, y produjo muchos volúmenes de rimas infantiles y de cuentos de hadas.
En 1901 Hassall fue elegido miembro del Instituto Real de Pintores con acuarela y la Real Sociedad de Pintores en miniatura. También perteneció a varios clubes social, incluido el Langham (hasta 1898), y sobre todo, el Club de Sketch de Londres (del que fue presidente desde 1903 hasta 1904).
En 1900 Hassall abrió su propia «Escuela de Arte Nuevo y la Escuela de Diseño de Carteles» en Kensington, donde contó con Bert Thomas, Bruce Bairnsfather, HM Bateman y Harry Rountree entre sus alumnos. La escuela fue cerrada por el estallido de la Primera Guerra Mundial. En el período posterior a la guerra, dirigió una escuela por correspondencia.
Fue el padre del poeta Christopher Hassall y el grabador Joan Hassall. También fue el abuelo de la actriz Imogen Hassall.
Se podría decir que la creación más famosa de John Hassall fue el Pescador Jolly de 1908 y está considerado como uno de los anuncios de vacaciones más famosos de todos los tiempos en Inglaterra.
En el Museo Nacional de Arte de Cataluña se puede ver una obra suya, un cartel que realizó para su amigo Lluís Plandiura, con motivo de la inauguración de una Exposición de Carteles en el Círculo Artístico.